# Casa de Ínfias
A Casa de Ínfias, também referida como Solar de Ínfias e Casa de Vale de Flores, localiza-se na freguesia de São Vicente, cidade e município de Braga, distrito do mesmo nome, em Portugal.
Encontra-se classificada como Imóvel de Interesse Público desde 1977.

## História
Foi edificada no último quartel do século XVII por João Borges Pereira Pacheco, fidalgo da Casa Real e Cavaleiro da Ordem de Cristo.
A capela privada tem um papel preponderante no conjunto. Sob a invocação de Nossa Senhora do Pilar, era pertença do Bispo de Elvas D. Alexandre da Silva Botelho, passando para a posse da irmã D. Natália da Silva após a sua morte, que mais tarde deixou o templo à Irmandade de Santa Cruz.
João Borges Pereira Pacheco adquiriu a capela à irmandade cerca de 1687, época em que a casa estava em construção, colocando uma inscrição evocativa do seu padroado sobre a porta do templo.

## Lista de proprietários
Seguem-se os proprietários da Casa de Vale de Flores:
1. João Borges Pereira Pacheco, fidalgo da Casa Real e Cavaleiro da Ordem de Cristo (1652-1716), casou com D. Mariana da Silva, Senhora da Casa de Vale de Flores.
2. Jácome Borges Pereira Pacheco (1680-1762), casou com D. Rosa Maria Vieira da Maia Pimentel.
3. Pedro Caetano Borges Pereira Pacheco Vieira da Maia Pimentel (1724-1800), Fidalgo-Cavaleiro da Casa Real, casou com D. Sebastiana Maria Angélica Pereira Malheiro Sotomaior.
4. José Borges Pereira Pacheco Vieira da Maia Pimentel (1761-1831), Fidalgo-Cavaleiro da Casa Real, casou com D. Ana Carolina Faria Machado de Miranda Pereira (Casa das Hortas, 1785), filha de António José de Faria Machado da Cunha e Gusmão da Rocha Tinoco (1726-1796), Senhor da Casa das Hortas, e de D. Maria Tomásia de Miranda de Abreu e Lima (1756-1822).
5. João Borges Pacheco Pereira Vieira da Maia Pimentel (1807-1873), casou segunda vez com D. Maria Cândida Falcão Cota de Bourbon e Menezes.
6. José Borges Pacheco Pereira da Faria (1850-1931), casou com D. Maria Inácia da Conceição de Faria Machado Pinto Roby de Miranda Pereira da Rocha Tinoco:
  1. João Borges de Faria Machado Pinto Roby de Miranda Pereira (1875-1904), oficial da Armada Portuguesa.
  2. Sebastião Luís de Faria Machado Pinto Roby de Miranda Pereira (1883-1915), oficial do Exército Português.
  3. Álvaro Faria Machado Pinto Roby (1885-1922), casou com D. Maria do Céu Couceiro da Guerra de Santa Clara.
    1. Frederico Álvaro de Faria Roby (1919-1985), casou com D. Maria Henriqueta Teixeira de Sousa da Silva Alcoforado (1918-1995), 4.ª Condessa de Vila Pouca e 2.ª Viscondessa de Peso da Régua.
    2. D. Maria Guilhermina de Santa Clara Faria Roby (1921-)

O actual proprietário é filho de Frederico Álvaro de Faria Roby e de D. Maria Henriqueta Teixeira de Sousa da Silva Alcoforado, 4.ª Condessa de Vila Pouca e 2.ª Viscondessa de Peso da Régua: Nuno Augusto Alcoforado Borges Pacheco Pereira de Faria Roby (1941), 5.º Conde de Vila Pouca.

## Características
O solar, disposto segundo planimetria em "U" de inspiração francesa, é considerado o exemplo da casa nobre seiscentista, quer pela regularidade da planta quer pela sobriedade das fachadas.
A planta da casa é fechada pela disposição do portão nobre, que através do muro onde se insere, une as alas laterais, ficando desta forma o edifício inserido num grande rectângulo que comporta ao centro um pátio. Tal como era habitual na época, os andares da casa estavam divididos segundo as suas funções específicas. O piso térreo albergava as divisões destinadas aos serviços da casa, o andar nobre acolhia o espaço habitacional.
A capela, situada numa das alas laterais, foi integrada ao conjunto da casa de forma harmoniosa, não perturbando a simetria do edifício.